# NGC 7718
NGC 7718 ist eine Galaxie vom Hubble-Typ S? im Sternbild Pegasus am Nordsternhimmel. Sie ist schätzungsweise 430 Millionen Lichtjahre von der Milchstraße entfernt und hat einen Durchmesser von etwa 115.000 Lichtjahren. Gemeinsam mit PGC 71946 bildet sie ein optisches Galaxienpaar.
Das Objekt wurde am 6. September 1863 von Albert Marth entdeckt.